# George Byng, 1. Viscount Torrington

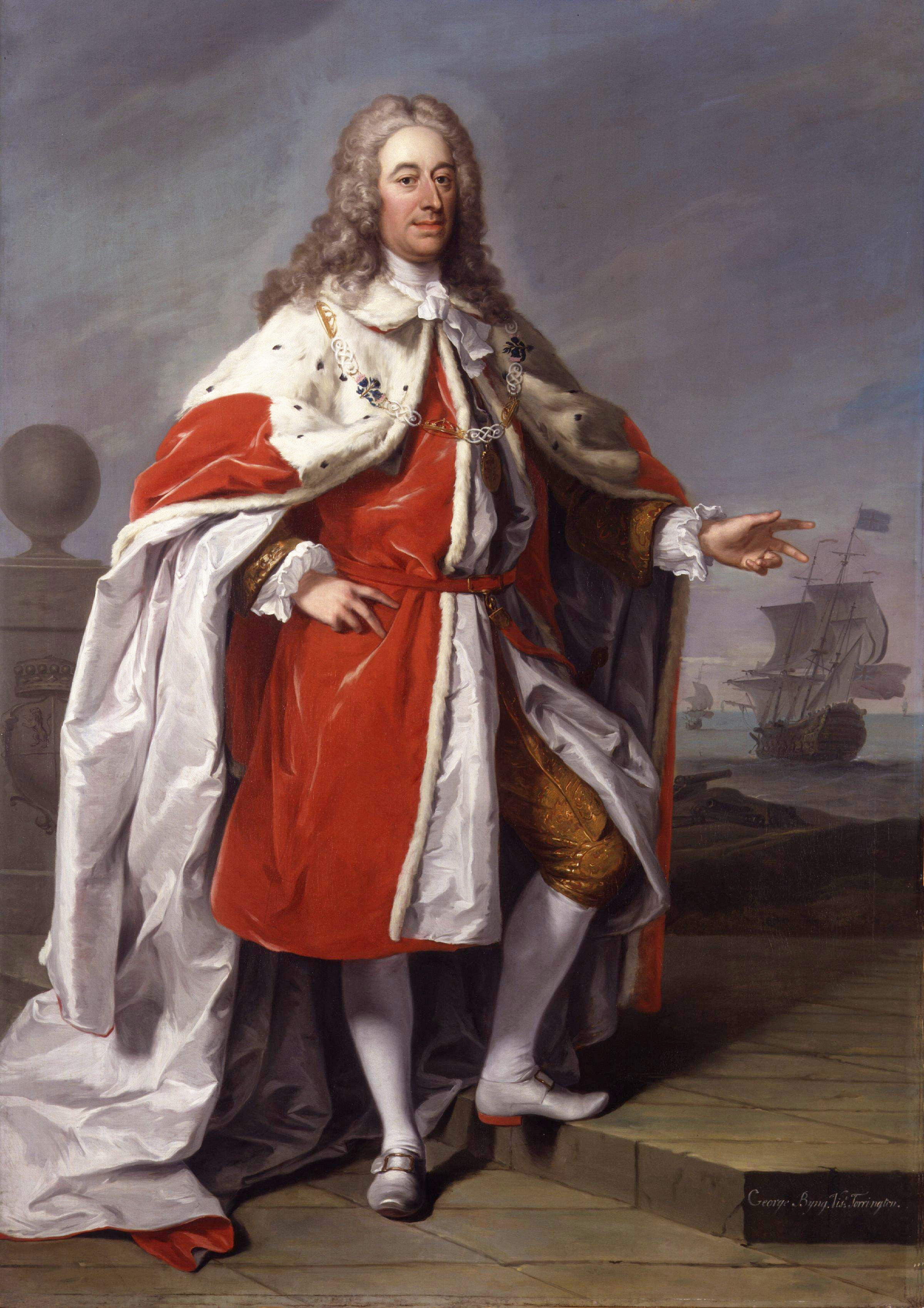
George Byng, 1. Viscount Torrington, Gemälde von John Faber, 1733

George Byng, 1. Viscount Torrington KB PC (* 27. Januar 1663 in Wrotham, Kent; † 17. Januar 1733 in London)  war ein britischer Marineoffizier und Politiker, zuletzt im Rang eines Admiral of the Fleet.

## Leben
George Byng war der Sohn von John Byng aus dessen Ehe mit Philadelphia Johnson. Er trat mit 10 Jahren in die Royal Navy ein. Fünf Jahre später war er bereits Lieutenant. Im Jahre 1688 gehörte er zu der Flotte, welche die Landung des Prinzen von Oranien verhindern sollte. Er veranlasste aber die Flotte, zu diesem überzulaufen, was wesentlich zum Erfolg der Glorious Revolution beitrug.
Im Spanischen Erbfolgekrieg erhielt Byng das Kommando über ein Schiff, mit dem er 1702 an der Eroberung und Zerstörung einer französischen Flotte in Vigo teilnahm. 1703 wurde er zum Rear-Admiral befördert. Im folgenden Jahr nahm er an der Einnahme von Gibraltar und der Schlacht bei Vélez-Málaga teil, nach der er zum Knight Companion des Order of the Bath geschlagen wurde.
1706 wurde er Vice-Admiral und entsetzte Barcelona. 1708 wurde Byng Admiral der Blauen Flagge und eroberte mit einer Flotte die Baleareninsel Menorca. Er vereitelte den projektierten Einfall von James Francis Edward Stuart (the Old Pretender) in Schottland, wurde 1709 Lord der Admiralität und 1710 Admiral der Weißen Flagge.
Als Abgeordneter für Plymouth war er bereits seit 1705 Mitglied des Unterhauses, 1717 wurde er zum Baronet, of Southill in the County of Bedford, erhoben. Im gleichen Jahr vereitelte er einen Angriff König Karls XII. auf England und wenig später (1718 bis 1720) im Krieg der Quadrupelallianz die Aktionen des Kardinals Alberoni auf Sizilien gegen das Königreich Neapel. Am 11. August 1718 besiegte er dabei vor Kap Passero die spanische Flotte unter Admiral Gaztañeta, die fast vollständig erobert wurde. Den König von Spanien zwang er zur Annahme der ihm von der Quadrupelallianz vorgegebenen Friedensbedingungen.
Nach seiner Rückkehr nach England im Jahre 1721 übertrug ihm König Georg I. das Ehrenamt des Konteradmirals von Großbritannien. Außerdem wurde er in den Privy Council aufgenommen und zum Viscount Torrington und Baron Byng erhoben. Er wurde dadurch Mitglied des Oberhauses und schied aus dem Unterhaus aus. Bei der Thronbesteigung von Georg II. wurde Byng Erster Lord der Admiralität. Auf diesem Posten verbesserte er das Los der Seeleute, errichtete eine Seeoffizierswitwenkasse und unterstützte das Greenwich Hospital. Außerdem gründete er die Royal Naval Academy in Portsmouth.
Georg Byng starb am 17. Januar 1733 in London. Er hatte insgesamt 15 Kinder, davon elf Söhne. Sein drittältester Sohn John Byng war ebenfalls Admiral und wurde nach einem bis heute kontrovers beurteilten kriegsgerichtlichen Verfahren standrechtlich erschossen.